# Pulvermühle (Hamburg-Rahlstedt)
Koordinaten: 53° 35′ 44,5″ N, 10° 8′ 8,8″ O

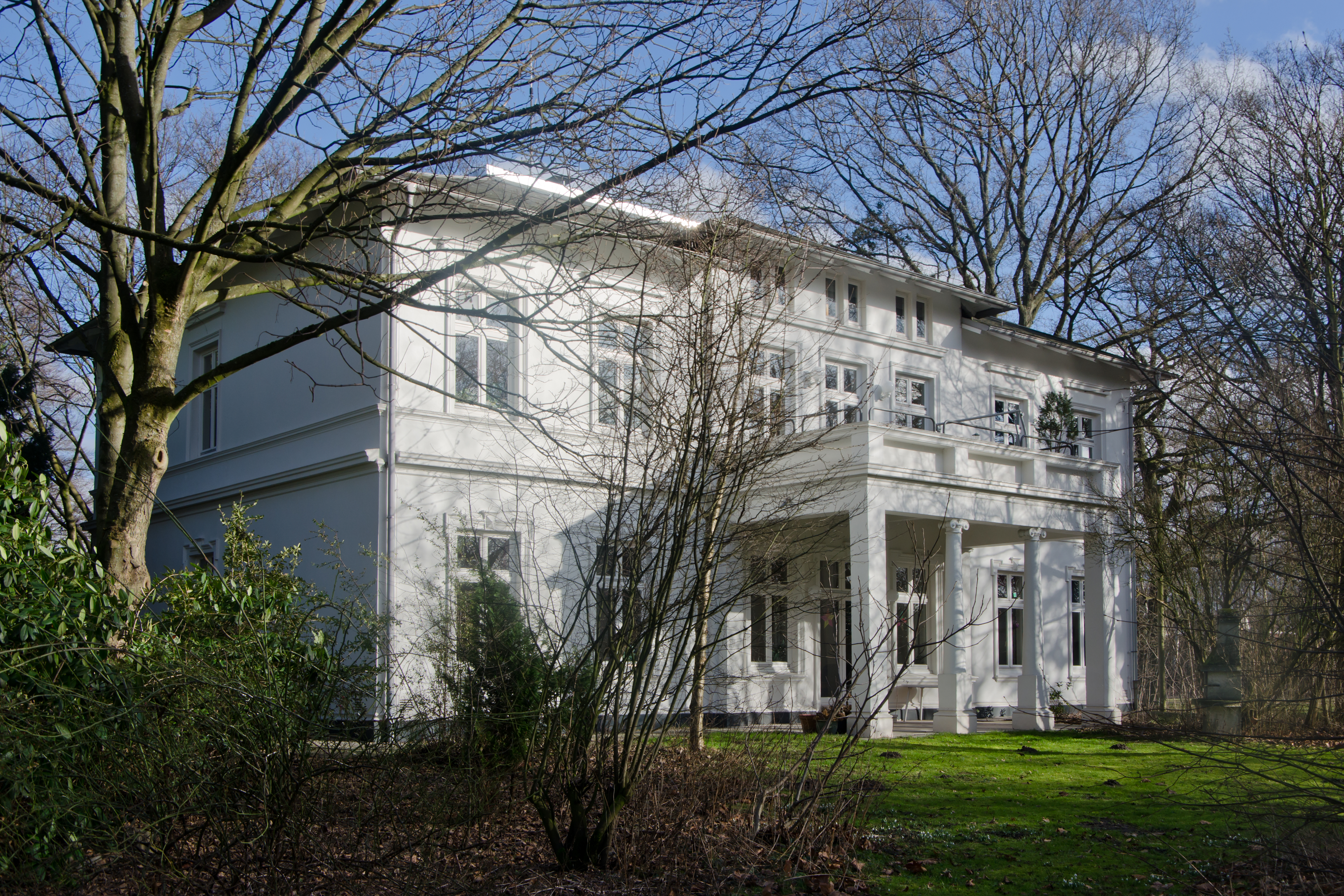
Herrenhaus „Pulvermühle“, 2014

Die Pulvermühle oder Pulverhof ist ein 1890 errichtetes Herrenhaus auf dem Gelände des Pulverhofparks in Hamburg-Rahlstedt.

## Lage und Bezeichnung
Das Haus hat die Adresse „Am Pulverhof 20 A“  und liegt zentral im Pulverhofpark. Erschlossen ist das Gebäude über einen von der Straße „Am Pulverhof“ abzweigenden, unbefestigten Weg.
Das bestehende Gebäude wurde zu keine Zeit als Mühle genutzt. Der Name stammt von den früher auf dem Gelände des heutigen Parks gelegenen Mühlen.

## Geschichte
1581 erlaubte Herzog Adolf I. von Schleswig-Holstein-Gottorf dem Londoner Wilhelm Halen, eine Pulvermühle anzulegen, deren erster Pächter, für 80 Mark, der Pulvermeister Gödert von Parchem wurde.  Bereits 1583 brannte die Wassermühle ab und wurde neu aufgebaut. 1588 wurde die Mühle dann bei einem Hochwasser der Wandse zerstört. Im folgenden Jahr wurde im Auftrag von Wilhelm Halen eine Pulver-Steinmühle und eine  Ross-Pulvermühle für zusammen 3000 Mark errichtet. Diese Mühlen wurden 1599 von Ditmar Koel aus Hamburg erworben. Ab 1602 gab es eine dritte Pulvermühle. Diese von Symon Möller, einem Schwager von Ditmar Koel errichtete, mit Wind betriebene Pulvermühle stand etwas weiter südlich auf einem Hügel auf Höhe der Tonndorfer Hauptstraße 177 (53° 35′ 35,9″ N, 10° 8′ 12,8″ O). 1646 kaufte Albert Baltser Berns Tonndorf und damit auch die drei Mühlen. 1841 wurde die Wassermühle von einer Pulver- zu einer Korn- und Lohmühle umgebaut. Die Windmühle brannte 1865 ab, wurde wieder aufgebaut und brannte 1888 nach einem Blitzschlag erneut ab. 1890 brannte auch die Wassermühle ab und keine der Mühlen wurde danach erneut aufgebaut. Das rund 7 ha große Anwesen wurde an Johann Schmidt verkauft. Die Zahlung der Brandkassenversicherung für die 1888 zerstörte Windmühle nutzte dieser für die Finanzierung des Herrenhauses. 1910 übernahm die Schwester Catharina das Anwesen und verkaufte es 1914 an Carl Friedrich Gustav Langenschmidt der 1946 verstarb. Die Erben verkauften 1953 schließlich an die Stadt Hamburg. 1966 wurde ein neuer Teich weiter westlich (stromaufwärts) des alten Mühlenteichs angelegt. 1985 wurde das Gebäude des Herrenhauses zum Wohn- und Erholungsheim des Hamburger Spastikervereins. Der 1996 umbenannte Verein betreibt bis heute das Gebäude und nutzt es für eine Wohngruppe mit pädagogischer, pflegerischer und hauswirtschaftliche Unterstützung.
Das Gebäude wurde unter der Bezeichnung „Pulvermühle“ als Kulturdenkmal unter Schutz gestellt.